# Fundamenta Mathematicae
Fundamenta Mathematicae (abrégé en Fund. Math.) est une revue de mathématiques publiée par l'académie polonaise des sciences. Ce journal mensuel en libre accès est destiné, depuis ses débuts, aux publications en théorie des ensembles, logique mathématique, fondements des mathématiques, et topologie.
D'après le Journal Citation Reports, le facteur d'impact de ce journal était de 0,607 en 2009. L'actuel directeur de publication est Henryk Toruńczyk.

## Histoire
Le journal fut fondé à Varsovie en 1920 par Zygmunt Janiszewski (décédé la même année), Wacław Sierpiński et Stefan Mazurkiewicz, qui  furent ensuite rejoints par Kazimierz Kuratowski, puis Karol Borsuk.